# Inkapsling (Information Hiding)
Inkapsling i bemärkelsen information hiding (svenska: att dölja information) innebär inom datorprogrammering att man kapslar in funktionerna i ett kodblock eller kodbibliotek i någon form bakom ett API, alltså ett programmeringsgränssnitt. En fullt inkapslad funktion avslöjar ingenting för användaren om hur funktionen i fråga utförs - användaren har enbart tillgång till funktionsanrop och returparametrar. På detta sätt gömmer man alltså information om funktionernas implementation - därav det engelska begreppet Information Hiding.
Vinsten med att kapsla in implementationen bakom ett API är att man kan ändra implementationen bakom API:et hur mycket man vill, så länge man uppfyller API:ets kontrakt. Detta medför bland annat att man kan återanvända API:et på olika datorplattformar utan att göra om den applikation som använder funktionaliteten.